# Stenoxia pupillata
Stenoxia pupillata är en fjärilsart som beskrevs av George Francis Hampson 1926. Stenoxia pupillata ingår i släktet Stenoxia och familjen nattflyn. Inga underarter finns listade i Catalogue of Life.